# Gomphotherien
Die Gomphotherien (Gomphotheriidae) stellen eine ausgestorbene Familie der Rüsseltiere dar. Sie lebten im Tertiär und im Quartär und bilden neben den Deinotherien (Deinotheriidae), den Mammutiden (Mammutidae) und den Stegodonten (Stegodontidae) eine der vier großen ausgestorbenen Linien der frühen Rüsseltiere. Frühe Gomphotherien besaßen vier Stoßzähne und höckrige Backenzähne. Spätere Formen hatten nur noch zwei Stoßzähne im Oberkiefer und teilweise Backenzähne mit lamellenartigen Zahnstrukturen. Die Gomphotherien sind wahrscheinlich paraphyletisch und stellen die Stammgruppe der moderneren Rüsseltiere wie Stegodonten und Elefanten (Elephantidae) dar, schließen diese also in ihrer weitesten Definition mit ein.

## Entwicklungsgeschichte
Eine der frühesten Formen war möglicherweise Phiomia. Diese Gattung war noch auf das Ursprungsgebiet der Familie beschränkt und kam nur in Afrika vor, doch mit der Gattung Gomphotherium erreichten die Gomphotherien im Miozän als erste Rüsseltiere Eurasien. Von dort aus breiteten sie sich bis nach Nordamerika aus, das im Tertiär zeitweise mit Asien verbunden war. Bei dieser frühen Gattung waren die vier Stoßzähne nahezu gerade ausgerichtet. Die unteren standen meist nahe nebeneinander im länglichen, schmalen Unterkiefer und konnten wohl wie eine Schaufel eingesetzt werden. Die oberen Stoßzähne waren von einem Schmelzband überzogen, das vermutlich die Stoßzähne aller früheren Rüsseltiere bedeckte, aber bei den heutigen Elefanten verschwunden ist. Sie glichen Hauern und dienten wahrscheinlich zum Graben.
Spätere Formen wie Anancus und Tetralophodon (ursprünglich auch tetralophodonte Gomphotherien genannt) hatten nur noch Stoßzähne im Oberkiefer und erinnern mit ihren längeren Beinen und dem verkürzten Schädel schon wesentlich mehr an Elefanten als die frühen Gomphotherien, sie werden daher heute als Vertreter der Elephantoidea eingestuft (die gemeinsame Gruppe der Stegodonten, Elefanten und ihrer unmittelbaren Verwandten). Die Gattungen Notiomastodon und Cuvieronius aus dem Pleistozän Südamerikas überlebten bis zum Erscheinen der ersten Menschen auf dem Kontinent und starben erst vor wenigen Tausend Jahren aus. Die meisten Gomphotherien hatten zitzenförmige Backenzähne, während die Elefanten durch Backenzähne mit einer lamellenartigen Kauoberfläche gekennzeichnet sind.
Dennoch ist die Stellung der Gomphotherien in der Rüsseltiersystematik unsicher. Sie umfassen eine große Gruppe von Rüsseltieren, die über einen langen Zeitraum fast weltweit vertreten war. Durch ihre langgestreckte Schädelform und die meist geraden Stoßzähne unterscheiden sie sich von den anderen frühen Rüsseltieren. Auch deshalb wurden sie zur Gruppe der Gomphotheriidae zusammengefasst.
Eine auffällige Gruppe bilden die Amebelodontinae (Schaufelelefanten), die manchmal auch als eigenständige Familie angesehen werden. Bei ihnen sind die beiden unteren Stoßzähne zu einer Schaufel verwachsen, mit der die Tiere vermutlich im schlammigen Boden von Gewässern nach Wasserpflanzen gruben. Bekannte Vertreter der Schaufelelefanten sind Platybelodon aus Afrika und Asien sowie der amerikanische Amebelodon. In Europa wurde die Urform der Schaufelelefanten gefunden: Archaeobelodon, der vor 15 Millionen Jahren lebte. 2004 gelang es Paläontologen aus Augsburg, ein fast komplettes Skelett auszugraben. In Paris ist die weltweit einzige Skelettmontage eines Archaeobelodon filholi zu sehen; es steht im Muséum national d'histoire naturelle im Jardin des Plantes. Die dortige Galerie d'Anatomie comparée et de Paléontologie zeigt eine Museumssammlung von rezenten und fossilen Skeletten, die 1898 eröffnet wurde.

## Gattungen
Die Gomphotherien gliedern sich folgendermaßen:
- Familie: Gomphotheriidae Hay, 1922

- Pediolophodon Lambert, 2007

- Unterfamilie: Choerolophodontinae Gaziry, 1976

- Choerolophodon Schlesinger, 1917
- Afrochoerodon Pickford, 2001

- Unterfamilie: Amebelodontinae Barbour, 1927

- Progomphotherium Pickford, 2003
- Archaeobelodon Tassy, 1984
- Afromastodon Pickford, 2003
- Protanancus Arambourg, 1945
- Serbelodon Frick, 1933
- Amebelodon Barbour, 1927
- Konobelodon Lambert, 1990
- Torynobelodon Barbour, 1929
- Eurybelodon Lambert, 2016
- Platybelodon Borissiak, 1928
- Aphanobelodon Wang, Deng, Ye, He & Chen, 2016

- Unterfamilie: Gomphotheriinae Hay, 1922

- Gomphotherium Burmeister, 1837
- Serridentinus Osborn, 1923

- Unterfamilie: Rhynchotheriinae Hay, 1922

- Eubelodon Barbour, 1912
- Rhynchotherium Falconer, 1868
- Stegomastodon Pohlig, 1912
- Cuvieronius Osborn, 1923
- Notiomastodon (+ Haplomastodon, Amahuacatherium) Cabrera, 1929
- Gnathabelodon Barbour & Sternberg, 1935
- Blancotherium May, 2019

- Unterfamilie: Sinomastodontinae Wang, Jin, Deng, Wei & Yan, 2012

- Sinomastodon Tobien, Chen & Li, 1986